# Copa Italia
La Copa Italia (en italiano: Coppa Italia) es una competición de fútbol de Italia en la que participan los equipos de la Serie A y de la Serie B.
La primera vez que se disputó la Copa de Italia fue en 1922, aunque hasta 1936 no se volvió a jugar. Entre los años 1944 y 1957 no se disputó este campeonato a causa de la Segunda Guerra Mundial.
El club con más títulos es la Juventus de Turín con 15. Desde la temporada 2007-08 la final se disputa a partido único en el Estadio Olímpico de Roma.

## Sistema de competición
Los equipos se enfrentan entre ellos en eliminatorias a partido único, salvo las semifinales que son a doble partido. El ganador pasa a la siguiente ronda. El Campeón tiene como premio el formar parte en la Liga Europa de la UEFA. Además, disputa la Supercopa de Italia, contra el ganador de la Serie A de esa misma temporada.
Antes de la edición 2007/08 la competición se disputaba con una final a ida y vuelta, actualmente la final se juega a un solo partido en el Estadio Olímpico de Roma con la presencia del presidente de la República Italiana, que premia a los equipos después del partido. En su ausencia, la tarea es realizada por el presidente del Senado.

## Palmarés

La Coccarda, el emblema del campeón.

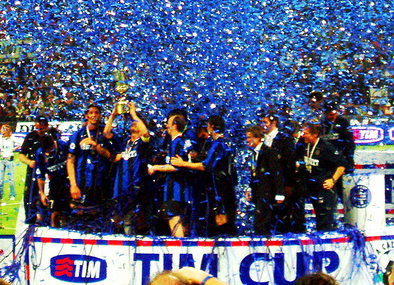
Internazionale conquista la Copa en 2006.

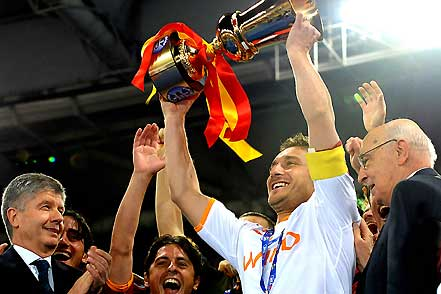
Francesco Totti levanta la Copa conquistada por la Roma el año 2008.

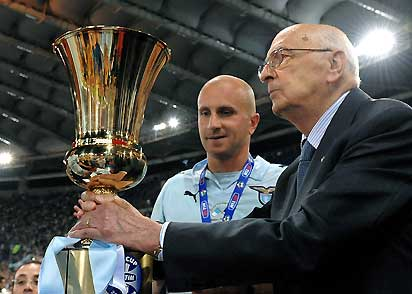
Giorgio Napolitano, presidente de Italia, entrega la Copa a Tommaso Rocchi, capitán de la Lazio, en el año 2009.

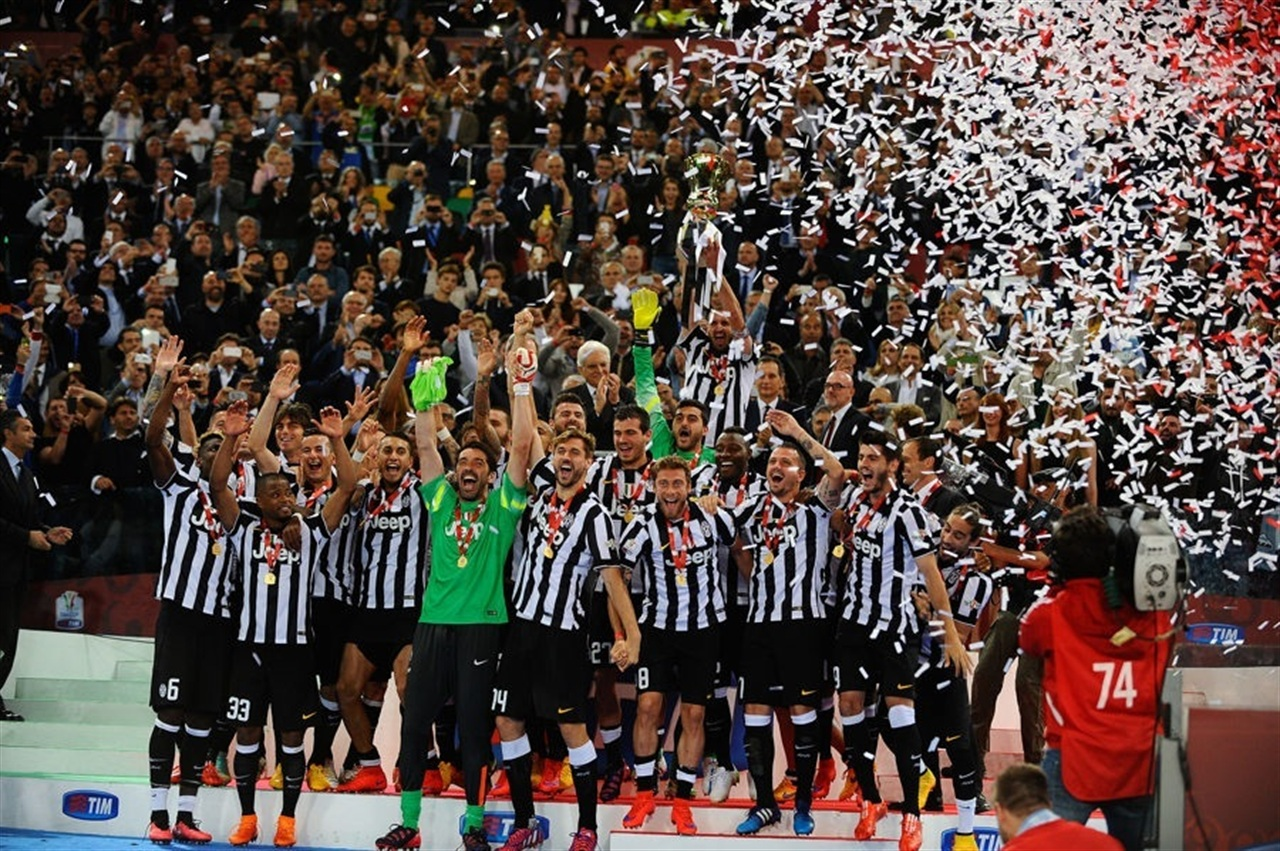
Juventus conquista la Copa en 2015.

| Temporada               | Campeón                                  | Resultado                                | Finalista                                |                                          |                                          |
| Finales a partido único | Finales a partido único                  | Finales a partido único                  | Finales a partido único                  | Finales a partido único                  |                                          |
| ----------------------- | ---------------------------------------- | ---------------------------------------- | ---------------------------------------- | ---------------------------------------- | ---------------------------------------- |
| 1922                    | Vado                                     | 1 - 0                                    | Udinese Calcio                           |                                          |                                          |
| 1926-27                 | Edición no terminada                     | Edición no terminada                     | Edición no terminada                     | Edición no terminada                     | Edición no terminada                     |
| 1935-36                 | Torino                                   | 5 - 1                                    | Alessandria                              |                                          |                                          |
| 1936-37                 | Genoa                                    | 1 - 0                                    | Roma                                     |                                          |                                          |
| 1937-38                 | Juventus                                 | 3 - 1, 2 - 1                             | Torino                                   |                                          |                                          |
| 1938-39                 | Ambrosiana-Inter                         | 2 - 1                                    | Novara                                   |                                          |                                          |
| 1939-40                 | Fiorentina                               | 1 - 0                                    | Genoa                                    |                                          |                                          |
| 1940-41                 | Venezia                                  | 3 - 3, 1 - 0                             | Roma                                     |                                          |                                          |
| 1941-42                 | Juventus                                 | 1 - 1, 4 - 1                             | Milan                                    |                                          |                                          |
| 1942-43                 | Torino                                   | 4 - 0                                    | Venezia                                  |                                          |                                          |
| 1943-1957               | Suspendido por la Segunda Guerra Mundial | Suspendido por la Segunda Guerra Mundial | Suspendido por la Segunda Guerra Mundial | Suspendido por la Segunda Guerra Mundial | Suspendido por la Segunda Guerra Mundial |
| 1958                    | Lazio                                    | 1 - 0                                    | Fiorentina                               |                                          |                                          |
| 1958-59                 | Juventus                                 | 4 - 1                                    | Internazionale                           |                                          |                                          |
| 1959-60                 | Juventus                                 | 3 - 2                                    | Fiorentina                               |                                          |                                          |
| 1960-61                 | Fiorentina                               | 2 - 0                                    | Lazio                                    |                                          |                                          |
| 1961-62                 | Napoli                                   | 2 - 1                                    | SPAL Ferrara                             |                                          |                                          |
| 1962-63                 | Atalanta                                 | 3 - 1                                    | Torino                                   |                                          |                                          |
| 1963-64                 | Roma                                     | 0 - 0, 1 - 0                             | Torino                                   |                                          |                                          |
| 1964-65                 | Juventus                                 | 1 - 0                                    | Internazionale                           |                                          |                                          |
| 1965-66                 | Fiorentina                               | 2 - 1                                    | Catanzaro                                |                                          |                                          |
| 1966-67                 | Milan                                    | 1 - 0                                    | Padova                                   |                                          |                                          |
| 1967-68                 | Torino                                   | Liguilla                                 | Milan                                    |                                          |                                          |
| 1968-69                 | Roma                                     | Liguilla                                 | Cagliari                                 |                                          |                                          |
| 1969-70                 | Bologna                                  | Liguilla                                 | Torino                                   |                                          |                                          |
| 1970-71                 | Torino                                   | 0 - 0 (5-3 pen.)                         | Milan                                    |                                          |                                          |
| 1971-72                 | Milan                                    | 2 - 0                                    | Napoli                                   |                                          |                                          |
| 1972-73                 | Milan                                    | 1 - 1 (5-2 pen.)                         | Juventus                                 |                                          |                                          |
| 1973-74                 | Bologna                                  | 1 - 1 (4-3 pen.)                         | Palermo                                  |                                          |                                          |
| 1974-75                 | Fiorentina                               | 3 - 2                                    | Milan                                    |                                          |                                          |
| 1975-76                 | Napoli                                   | 4 - 0                                    | Hellas Verona                            |                                          |                                          |
| 1976-77                 | Milan                                    | 2 - 0                                    | Internazionale                           |                                          |                                          |
| 1977-78                 | Internazionale                           | 2 - 1                                    | Napoli                                   |                                          |                                          |
| 1978-79                 | Juventus                                 | 2 - 1                                    | Palermo                                  |                                          |                                          |
| 1979-80                 | Roma                                     | 0 - 0 (3-2 pen.)                         | Torino                                   |                                          |                                          |
| Finales a doble partido |                                          |                                          |                                          |                                          |                                          |
| 1980-81                 | Roma                                     | 1 - 1, 1 - 1 (4-2 pen.)                  | Torino                                   |                                          |                                          |
| 1981-82                 | Internazionale                           | 1 - 0, 1 - 1                             | Torino                                   |                                          |                                          |
| 1982-83                 | Juventus                                 | 0 - 2, 3 - 0                             | Hellas Verona                            |                                          |                                          |
| 1983-84                 | Roma                                     | 1 - 1, 1 - 0                             | Hellas Verona                            |                                          |                                          |
| 1984-85                 | Sampdoria                                | 1 - 0, 2 - 1                             | Milan                                    |                                          |                                          |
| 1985-86                 | Roma                                     | 1 - 2, 2 - 0                             | Sampdoria                                |                                          |                                          |
| 1986-87                 | Napoli                                   | 3 - 0, 1 - 0                             | Atalanta                                 |                                          |                                          |
| 1987-88                 | Sampdoria                                | 2 - 0, 1 - 2                             | Torino                                   |                                          |                                          |
| 1988-89                 | Sampdoria                                | 0 - 1, 4 - 0                             | Napoli                                   |                                          |                                          |
| 1989-90                 | Juventus                                 | 0 - 0, 1 - 0                             | Milan                                    |                                          |                                          |
| 1990-91                 | Roma                                     | 3 - 1, 1 - 1                             | Sampdoria                                |                                          |                                          |
| 1991-92                 | Parma                                    | 0 - 1, 2 - 0                             | Juventus                                 |                                          |                                          |
| 1992-93                 | Torino                                   | 3 - 0, 2 - 5                             | Roma                                     |                                          |                                          |
| 1993-94                 | Sampdoria                                | 0 - 0, 6 - 1                             | Ancona                                   |                                          |                                          |
| 1994-95                 | Juventus                                 | 1 - 0, 2 - 0                             | Parma                                    |                                          |                                          |
| 1995-96                 | Fiorentina                               | 1 - 0, 2 - 0                             | Atalanta                                 |                                          |                                          |
| 1996-97                 | Vicenza                                  | 0 - 1, 3 - 0                             | Napoli                                   |                                          |                                          |
| 1997-98                 | Lazio                                    | 0- 1, 3 - 1                              | Milan                                    |                                          |                                          |
| 1998-99                 | Parma                                    | 1 - 1, 2 - 2                             | Fiorentina                               |                                          |                                          |
| 1999-00                 | Lazio                                    | 2 - 1, 0 - 0                             | Internazionale                           |                                          |                                          |
| 2000-01                 | Fiorentina                               | 1 - 0, 1 - 1                             | Parma                                    |                                          |                                          |
| 2001-02                 | Parma                                    | 1 - 2, 1 - 0                             | Juventus                                 |                                          |                                          |
| 2002-03                 | Milan                                    | 4 - 1, 2 - 2                             | Roma                                     |                                          |                                          |
| 2003-04                 | Lazio                                    | 2 - 0, 2 - 2                             | Juventus                                 |                                          |                                          |
| 2004-05                 | Internazionale                           | 2 - 0, 0 - 1                             | Roma                                     |                                          |                                          |
| 2005-06                 | Internazionale                           | 1 - 1, 3 - 1                             | Roma                                     |                                          |                                          |
| 2006-07                 | Roma                                     | 6 - 2, 1 - 2                             | Internazionale                           |                                          |                                          |
| Finales a partido único |                                          |                                          |                                          |                                          |                                          |
| 2007-08                 | Roma                                     | 2 - 1                                    | Internazionale                           |                                          |                                          |
| 2008-09                 | Lazio                                    | 1 - 1 (6-5 pen.)                         | Sampdoria                                |                                          |                                          |
| 2009-10                 | Internazionale                           | 1 - 0                                    | Roma                                     |                                          |                                          |
| 2010-11                 | Internazionale                           | 3 - 1                                    | Palermo                                  |                                          |                                          |
| 2011-12                 | Napoli                                   | 2 - 0                                    | Juventus                                 |                                          |                                          |
| 2012-13                 | Lazio                                    | 1 - 0                                    | Roma                                     |                                          |                                          |
| 2013-14                 | Napoli                                   | 3 - 1                                    | Fiorentina                               |                                          |                                          |
| 2014-15                 | Juventus                                 | 2 - 1 (pró.)                             | Lazio                                    |                                          |                                          |
| 2015-16                 | Juventus                                 | 1 - 0 (pró.)                             | Milan                                    |                                          |                                          |
| 2016-17                 | Juventus                                 | 2 - 0                                    | Lazio                                    |                                          |                                          |
| 2017-18                 | Juventus                                 | 4 - 0                                    | Milan                                    |                                          |                                          |
| 2018-19                 | Lazio                                    | 2 - 0                                    | Atalanta                                 |                                          |                                          |
| 2019-20                 | Napoli                                   | 0 - 0 (4-2 pen.)                         | Juventus                                 |                                          |                                          |
| 2020-21                 | Juventus                                 | 2 - 1                                    | Atalanta                                 |                                          |                                          |
| 2021-22                 | Internazionale                           | 4 - 2 (pró.)                             | Juventus                                 |                                          |                                          |
| 2022-23                 | Internazionale                           | 2 - 1                                    | Fiorentina                               |                                          |                                          |
| 2023-24                 | Juventus                                 | 1 - 0                                    | Atalanta                                 |                                          |                                          |
| 2024-25                 | Bologna                                  | 1 - 0                                    | Milan                                    |                                          |                                          |

## Títulos por club
| Equipo               | Títulos | Subtítulos | Años campeón                                                                             | Años subcampeón                                            |
| -------------------- | ------- | ---------- | ---------------------------------------------------------------------------------------- | ---------------------------------------------------------- |
| Juventus F. C.       | 15      | 7          | 1938, 1942, 1959, 1960, 1965, 1979, 1983, 1990, 1995, 2015, 2016, 2017, 2018, 2021, 2024 | 1973, 1992, 2002, 2004, 2012, 2020, 2022                   |
| A. S. Roma           | 9       | 8          | 1964, 1969, 1980, 1981, 1984, 1986, 1991, 2007, 2008                                     | 1937, 1941, 1993, 2003, 2005, 2006, 2010, 2013             |
| F. C. Internazionale | 9       | 6          | 1939, 1978, 1982, 2005, 2006, 2010, 2011, 2022, 2023                                     | 1959, 1965, 1977, 2000, 2007, 2008                         |
| S. S. Lazio          | 7       | 3          | 1958, 1998, 2000, 2004, 2009, 2013, 2019                                                 | 1961, 2015, 2017                                           |
| A. C. F. Fiorentina  | 6       | 5          | 1940, 1961, 1966, 1975, 1996, 2001                                                       | 1958, 1960, 1999, 2014, 2023                               |
| S. S. C. Napoli      | 6       | 4          | 1962, 1976, 1987, 2012, 2014, 2020                                                       | 1972, 1978, 1989, 1997                                     |
| A. C. Milan          | 5       | 10         | 1967, 1972, 1973, 1977, 2003                                                             | 1942, 1968, 1971, 1975, 1985, 1990, 1998, 2016, 2018, 2025 |
| Torino F. C.         | 5       | 8          | 1936, 1943, 1968, 1971, 1993                                                             | 1938, 1963, 1964, 1970, 1980, 1981, 1982, 1988             |
| U. C. Sampdoria      | 4       | 3          | 1985, 1988, 1989, 1994                                                                   | 1986, 1991, 2009                                           |
| Parma F. C.          | 3       | 2          | 1992, 1999, 2002                                                                         | 1995, 2001                                                 |
| Bologna F. C.        | 3       | -          | 1970, 1974, 2025                                                                         | -                                                          |
| Atalanta B. C.       | 1       | 5          | 1963                                                                                     | 1987, 1996, 2019, 2021, 2024                               |
| Genoa C. F. C.       | 1       | 1          | 1937                                                                                     | 1940                                                       |
| F. C. U. Venezia     | 1       | 1          | 1941                                                                                     | 1943                                                       |
| F. C. Vado           | 1       | -          | 1922                                                                                     | -                                                          |
| Vicenza Calcio       | 1       | -          | 1997                                                                                     | -                                                          |
| U. S. Palermo        | -       | 3          | -                                                                                        | 1974, 1979, 2011                                           |
| Hellas Verona F. C.  | -       | 3          | -                                                                                        | 1976, 1983, 1984                                           |
| Udinese Calcio       | -       | 1          | -                                                                                        | 1922                                                       |
| U. S. Alessandria    | -       | 1          | -                                                                                        | 1936                                                       |
| Novara Calcio        | -       | 1          | -                                                                                        | 1939                                                       |
| SPAL Ferrara         | -       | 1          | -                                                                                        | 1962                                                       |
| U. S. Catanzaro      | -       | 1          | -                                                                                        | 1966                                                       |
| Padova               | -       | 1          | -                                                                                        | 1967                                                       |
| Cagliari Calcio      | -       | 1          | -                                                                                        | 1969                                                       |
| A. C. Ancona         | -       | 1          | -                                                                                        | 1994                                                       |

## Estadísticas

### Más presencias
| Pos. | Jugador              | Equipos                                                                                              | Años                     | Partidos |
| ---- | -------------------- | --- | ------------------------ | -------- |
| 1°   | Roberto Mancini      | Bologna (1), Sampdoria (98), Lazio (21)                                                              | 1981 - 2000              | 120      |
| 2°   | Giuseppe Bergomi     | Internazionale (119)                                                                                 | 1979 - 1999              | 119      |
| 3°   | Pietro Vierchowod    | Como (8), Fiorentina (6), Roma (5), Sampdoria (90), Juventus (1), Milan (2), Piacenza (4)            | 1976 - 2000              | 116      |
| 4°   | Franco Causio        | Reggina (2), Palermo (3), Juventus (70), Udinese (18), Internazionale (10), Lecce (5), Triestina (5) | 1966 - 1988              | 113      |
| 5°   | Giovanni Galli       | Fiorentina (58), Milan (24), Napoli (16), Torino (7), Parma (7)                                      | 1977 - 1996              | 112      |
| 6°   | Dino Zoff            | Udinese (1), Mantova (3), Napoli (31), Juventus (74)                                                 | 1961 - 1983              | 110      |
| 7°   | Ivano Bordon         | Internazionale (58), Sampdoria (35), Brescia (10)                                                    | 1970 - 1986; 1987 - 1989 | 103      |
| 8°   | Fausto Salsano       | Parma (5), Sampdoria (76), Roma (21)                                                                 | 1979 - 1981; 1983 - 1998 | 102      |
| 9°   | Luigi Danova         | Como (4), Cesena (17), Torino (75), Lecce (5)                                                        | 1970 - 1987              | 101      |
| =    | Gaetano Scirea       | Atalanta (12), Juventus (89)                                                                         | 1972 - 1988              | 101      |
| 11°  | Giuseppe Bruscolotti | Sorrento (4), Napoli (96)                                                                            | 1971 - 1988              | 100      |

### Máximos goleadores
| Pos. | Jugador              | Equipos                                                                                 | Años                     | Goles |
| ---- | -------------------- | --------------------------------------------------------------------------------------- | ------------------------ | ----- |
| 1°   | Alessandro Altobelli | Brescia (3), Internazionale (46), Juventus (7)                                          | 1974 - 1990              | 56    |
| 2°   | Roberto Boninsegna   | Varese (2), Cagliari (3), Internazionale (36), Juventus (6), Hellas Verona (1)          | 1963 - 1980              | 48    |
| 3°   | Giuseppe Savoldi     | Atalanta (1), Bologna (27), Napoli (19)                                                 | 1965 - 1980; 1982 - 1983 | 47    |
| 4°   | Gianluca Vialli      | Cremonese (2), Sampdoria (36), Juventus (5)                                             | 1981 - 1996              | 43    |
| 5°   | Bruno Giordano       | Lazio (18), Napoli (14), Ascoli (4), Bologna (2)                                        | 1975 - 1992              | 38    |
| 6°   | Pietro Anastasi      | Varese (1), Juventus (30), Internazionale (6)                                           | 1966 - 1981              | 37    |
| =    | Paolino Pulici       | Torino (29), Fiorentina (8)                                                             | 1967 - 1985              | 37    |
| 8°   | Roberto Baggio       | Vicenza (2), Fiorentina (15), Juventus (14), Milan (3), Bologna (1), Internazionale (1) | 1982 - 2004              | 36    |
| 9°   | Gigi Riva            | Cagliari (33)                                                                           | 1963 - 1976              | 33    |
| =    | Roberto Mancini      | Sampdoria (26), Lazio (7), Bologna (0)                                                  | 1981 - 2000              | 33    |

### Mayores goleadas
| Ganador        | Resultado | Rival                      | Edición |
| -------------- | --------- | -------------------------- | ------- |
| Alessandria    | 17–2      | A. C. Bologna              | 1926-27 |
| Juventus       | 15–0      | Cento                      | 1926-27 |
| Internazionale | 14–0      | Acciaierie e Ferriere Novi | 1926-27 |

- Jugadores con más goles en finales de Copa:
-  Hernán Crespo con 5 goles (2 con Parma, 3 con Internazionale).
-  Francesco Totti con 4 goles (todos con Roma).

- Equipo con más partidos invicto:
-  Napoli con 20 partidos (1985-86 al 1987-88).

- Más veces consecutivas de una misma final:
-  Internazionale -  Roma en 5 oportunidades (2004-05, 2005-06, 2006-07, 2007-08, 2009-10).

- Eliminatoria empatada con más goles:
-  Lecce 8–8  Udinese (4-5 y 4-3) en la edición 2004-05.